# Alec Lindsay
Pour les articles homonymes, voir Lindsay.
Alex Lindsay, né le 27 février 1948 à Bury (Angleterre), est un footballeur anglais, qui évoluait au poste de défenseur à Liverpool et en équipe d'Angleterre.
Lindsay n'a marqué aucun but lors de ses quatre sélections avec l'équipe d'Angleterre en 1974. 

## Carrière
- 1965-1969 :  Bury FC
- 1969-1977 :  Liverpool FC
- 1977-1978 :  Stoke City
- 1978 :  Stompers d'Oakland
- 1979 :  Blizzard de Toronto

## Palmarès

### En équipe nationale
- 4 sélections et 0 but avec l'équipe d'Angleterre en 1974.

### Avec Liverpool
- Vainqueur de la Ligue des champions de l'UEFA en 1977.
- Vainqueur de la Coupe UEFA en 1973.
- Vainqueur du Championnat d'Angleterre de football en 1973.
- Vainqueur de la Coupe d'Angleterre de football en 1974.